# Discophyllum
Discophyllum là một chi rêu trong họ Hookeriaceae.